# Волуяк (гора)
Волуяк — гора на стику територій Республіки Сербської і Чорногорії. Її висота складає 2 337 метрів над рівнем моря. Гора є частиною масиву Маглич-Волуяк-Біоч. На висоті в 1 660 метрів знаходиться Волуяцьке озеро льодовикового походження. Також на горі знаходиться витік річки Сутьєски У підніжжя гори проходить траса Фоча-Гацко.
1. 1 2  https://peakbagger.com/peak.aspx?pid=48775